# Seznam mest na Novi Zelandiji
| #  | Mesto            | Prebivalci | Površina (km²) | Gostota prebivalstva (na km²) | Dežela     |
| -- | ---------------- | ---------- | -------------- | ----------------------------- | ---------- |
| 1  | Auckland         |            | 60.710         |                               |            |
| 2  | Christchurch     |            | 29.515         |                               |            |
| 3  | Wellington       | 215.100    | 11.229         |                               | Wellington |
| 4  | Hamilton         |            | 11.037         |                               |            |
| 5  | Tauranga         |            | 13.512         |                               |            |
| 6  | Lower Hutt       |            | 7.852          |                               |            |
| 7  | Dunedin          |            | 9.158          |                               |            |
| 8  | Palmerston North |            | 7.692          |                               |            |
| 9  | Napier           |            | 10.490         |                               |            |
| 10 | Hibiscus Coast   |            | 4.290          |                               |            |
| 11 | Porirua          |            | 6.096          |                               |            |
| 12 | Rotorua          |            | 4.812          |                               |            |
| 13 | New Plymouth     |            | 7.549          |                               |            |
| 14 | Whangārei        |            | 5.706          |                               |            |
| 15 | Nelson           |            | 5.433          |                               |            |
| 16 | Invercargill     |            | 6.070          |                               |            |
| 17 | Hastings         |            | 2.442          |                               |            |
| 18 | Upper Hutt       |            | 5.401          |                               |            |
| 19 | Whanganui        |            | 4.035          |                               |            |
| 20 | Gisborne         |            | 3.617          |                               |            |

1. ↑  »Urban Rural 2018 (generalised) - GIS | New Zealand | GIS Map Data Datafinder Geospatial Statistics | Stats NZ Geographic Data Service«. datafinder.stats.govt.nz. Pridobljeno 11. avgusta 2020.